# Joan Feynman
Joan Feynman (21 de março de 1927 – Oxnard, 22 de julho de 2020) foi uma astrofísica estadunidense. Fez contribuições fundamentais para o estudo de partículas e campos de ventos solares; relações Sol-Terra; e física magnetosférica. Em particular, ficou conhecida por desenvolver um entendimento da origem das auroras. Foi também conhecida por criar um modelo que prevê o número de partículas de alta energia que podem atingir uma espaçonave durante o seu tempo de funcionamento, e por descobrir um modelo que prevê ciclos solares. Feynman é a irmã mais nova do físico Richard Feynman.

## Biografia
Feynman cresceu no distrito de Queens, em Nova Iorque, junto com seu irmão, Richard Feynman. É filha de Lucille Feynman (née Phillips) e Melville Arthur Feynman. Sua família veio da Rússia e Polônia; seus pais são judeus asquenazes. Como o seu irmão, Joan era uma criança curiosa, e tinha vontade de entender o mundo natural desde a mais tenra idade.No entanto, sua mãe e sua avó tentaram dissuadi-la da ideia de uma carreira na ciência, pois acreditavam que os cérebros femininos não eram fisicamente capazes de entender conceitos científicos complexos da mesma maneira que os masculinos. Apesar disso, o seu irmão Richard sempre a encorajou a ser curiosa sobre o universo. Ele foi a primeira pessoa a lhe mostrar uma aurora boreal. Mais tarde, Feynman encontraria conforto em um livro de astronomia que ganhou de seu irmão. Ela se convenceu que podia de fato estudar ciência, quando se deparou com um gráfico baseado na pesquisa da notável astrônoma Cecilia Payne-Gaposchkin.

## Educação
Feynman obteve um título de bacharel na Oberlin College. Mais tarde frequentou a Syracuse University, onde estudou física do estado sólido no departamento de física sob tutoria de Melvin Lax.  Durante a sua graduação, ela tirou um ano para viver na Guatemala, onde estudou antropologia dos povos maias.  Feynman eventualmente terminou seu doutorado em física em 1958. Sua tese foi: "absorption of infrared radiation in crystals of diamond-type lattice structure." Ela completou seu pós doutorado na Columbia University.

## Carreira

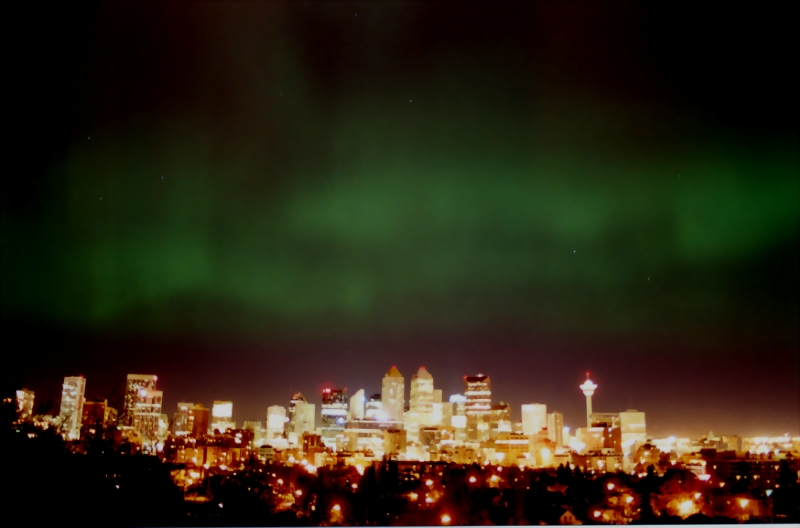
Aurora em Calgary

Joan Feynman passou boa parte da sua carreira estudando as interações entre ventos solares e a magnetosfera terrestre. Enquanto trabalhava na NASA Ames Research Center em 1971, Feynman descobriu que a ejeção de massa coronal (EMC) podia ser identificada pela presença de hélio no vento solar. Isso foi uma descoberta muito importante, pois embora EMCs fossem conhecidas na época, elas eram até então difíceis de detectar.
Depois de trabalhar na NASA Ames, Feynman ocupou vários postos de pesquisa. Eles incluiram posições no High Altitude Observatory; no National Center for Atmospheric Research em Boulder, no Colorado; no National Science Foundation em Washington, DC; e no Boston College em Massachusetts. Finalmente, em 1985, Feynman aceitou um cargo no Jet Propulsion Laboratory em Pasadena, Califórnia, onde ela permaneceu até a sua aposentadoria.
Como parte de sua pesquisa, Feynman fez uma incrível descoberta sobre a natureza e causas das auroras. Usando dados coletados pela espaçonave da NASA conhecida como Explorer 33, ela demonstrou que a ocorrência de auroras é produto da interação entre o campo magnético da Terra e o campo magnético do vento solar..
Feynman também ajudou a desenvolver um novo modelo para estimar os perigos ambientais no espaço sideral. Ejeções de massa coronal em alta velocidade são conhecidas por causar tempestades geomagnéticas, que podem ter efeitos perigosos tanto no funcionamento da espaçonave quanto para quaisquer humanos que possam estar no espaço naquele momento. Tais ejeções  causam ondas de choque no vento solar, aumento a velocidade das partículas solares e instigando tempestades geomagnéticas quando as partículas chegam na borda externa da magnetosfera terrestre. Frequentemente, o início de tais tempestades acompanha um grande influxo de perigosos prótons, que podem causar estragos nos sistemas de comunicação e voo. O modelo de Feynman, em última análise, ajudou engenheiros a determinar o fluxo de partículas altamente energizadas que afetariam a espaçonave durante seu tempo de utilização. O seu trabalho nesta área levou a importantes novos desenvolvimentos no design de espaçonaves posteriores.
Mais tarde na sua carreira, Feynman estudou a ciência por trás da mudança climática. Ela estava particularmente interessada em eventos solares transitórios e variações do ciclo solar. Entre outras coisas, ela estudou a influência do sol em padrões invernais de anomalias climáticas, conhecidos como Arctic oscillation ou North Annular Mode (NAM). Junto com o seu colega (e marido) Alexander Ruzmaikin, ela descobriu que em períodos de menor atividade solar, o index NAM é sistematicamente menor. Tais períodos de baixa atividade solar coincidem com períodos de resfriamento significativos em certas partes do mundo; por exemplo, isso foi visto na Europa durante uma época conhecida como Pequena Era do Gelo. Feynman e seus colegas também descobriram uma ligação entre a variabilidade solar e a mudança climática no nível de água do Rio Nilo na antiguidade. Durante períodos com intensa atividade solar, as condições ao redor do Nilo eram mais secas, e quando a atividade solar era mais amena, as condições eram mais úmidas.
Em 1974, Feynman se tornou a primeira mulher a ser eleita como oficial da American Geophysical Union. Ela também organizou um comitê da AGU visando a tornar mais justo o tratamento dado as mulheres da comunidade geofísica. Feynman tem sido membra da International Astronomical Union. Ela era membra de várias subdivisões da IAU, incluindo: Division E Sun and Heliosphere; Division G Stars e Stellar Physics; e Division E Commission 49 Interplanetary Plasma & Heliosphere.
Feynman se aposentou do Jet Propulsion Laboratory como cientista Senior em 2003. Mas ela continuou a trabalhar, publicando em 2009 a influência da atividade solar no clima do primeiro milênio.
Durante a sua carreira, Feynman foi autora e co-autora de mais de 100 publicações científicas. Ela também editou três livros científicos.

## Prêmios e honras
Feynman foi elegida duas vezes secretary of the Solar and Interplanetary Physics Section na American Geophysical Union.
Em 2002, Feynman foi nomeada uma das pesquisadoras sênior do Jet Propulsion Laboratory.
Em 2002, ela foi premiada com a medalha da NASA  Exceptional Achievement Medal.

## Vida pessoal e morte
Feynman foi casada com o colega astrofísico Alexander Ruzmaikin, de 1987 até a sua morte em 2020. Ela tem uma filha, Susan Hirshberg, e dois filhos, Charles Hirshberg e Matt Hirshberg, do seu primeiro casamento com Richard Hirshberg.[carece de fontes?]
Morreu no dia 22 de julho de 2020 em Oxnard, aos 93 anos, de insuficiência cardíaca.